# San Miguel Ameyalco
San Miguel Ameyalco är en ort i Mexiko.   Den ligger i kommunen Lerma och delstaten Mexiko, i den sydöstra delen av landet, 40 km väster om huvudstaden Mexico City. San Miguel Ameyalco ligger 2 589 meter över havet och antalet invånare är 5 387.
Terrängen runt San Miguel Ameyalco är kuperad österut, men västerut är den platt. Runt San Miguel Ameyalco är det tätbefolkat, med 493 invånare per kvadratkilometer. Närmaste större samhälle är Cuajimalpa, 18,2 km öster om San Miguel Ameyalco. Trakten runt San Miguel Ameyalco består till största delen av jordbruksmark.